# مونيكا أثون كانالدا
مونيكا أثون كانالدا (بالإسبانية: Mónica Azón Canalda، ولدت في 19 أكتوبر 1972، برشلونة، إسبانيا) لاعبة إسبانية، تتنافس في سباق القوارب الشراعية، تتخصص في فئة Yngling. هي شقيقة لاعبة سباق القوارب الشراعية ساندرا أثون كانالدا.
حصلت على ميداليتين ذهبيتين في بطولات العالم للشراع في فئة Yngling عام 2002 و2006، كما حازت على الميدالية الذهبية في بطولة أوروبا للشراع في فئة Yngling عام 2006.

## إنجازاتها

### بطولة العالم للقوارب الشراعية فئة Yngling
- 2002 برونن  سويسرا:  ميدالية ذهبية للشراع في فئة Yngling.
- 2006 لا روشيل  فرنسا:  ميدالية ذهبية للشراع في فئة Yngling.

### بطولة أوروبا للقوارب الشراعية فئة Yngling
- 2006 ميديمبليك  هولندا:  ميدالية ذهبية للشراع في فئة Yngling.

## روابط خارجية
- مونيكا أثون كانالدا على موقع الاتحاد الدولي للملاحة الشراعية (موقع قديم) (الإنجليزية)
- مونيكا أثون كانالدا على موقع اللجنة الأولمبية الدولية (الإنجليزية)
- مونيكا أثون كانالدا على موقع أوليمبيديا (الإنجليزية)
- مونيكا أثون كانالدا على موقع اللجنة الأولمبية الإسبانية (الإسبانية)